# Кочубей Мотрона Василіївна
Мо́тря (Мотрона) Васи́лівна Кочубе́й (1688—1736) — представниця українського козацького роду Кочубеїв. Донька генерального судді Василя Кочубея. За легендою, кохана гетьмана Івана Мазепи, з якою він хотів одружитися, але не отримав згоди її батька. Згодом, ймовірно, дружина Семена Чуйкевича, сина гетьманського канцеляриста Василя Чуйкевича.

## Біографія
Народилася 1688 року на Полтавщині, в родині генерального судді Василя Кочубея та Любові Жученко, наймолодшою донькою в сім'ї. Хрещеним батьком їй доводився Іван Мазепа. У 16 літ Мотря закохалася у 65-річного гетьмана Мазепу, якого вперше зустріла у родинному маєтку Ковалівці. З 1702 року гетьман був вдівцем, тому 1704 року посватав хрещеницю. Кочубеї відповіли відмовою. За наполяганням матері Любові Кочубей Мотрю відправлено до монастиря. По дорозі до обителі вона втекла до Мазепи. Аби уникнути конфлікту, старий гетьман відіслав її назад до батьків. Деякий час вони таємно листувалися, зокрема, у своїх листах Кочубей скаржилася на матір, називаючи її мучителькою. Згодом Мотрю віддали до шлюбу за Івана Чуйкевича (за іншими даними Семена Чуйкевича).
Після зради і страти Василя Кочубея 1708 року Чуйкевич з Мотрею залишилися на боці Мазепи. 1709 року вони потрапили до московського полону, але були помилувані як родичі покійного Кочубея. За вироком суду чоловіка заслали у Сибір; Кочубей пішла за ним.
За однією версією, після смерті чоловіка повернулася на батьківщину і дожила віку у Вознесенському жіночому монастирі в Пушкарівці під Полтавою. За іншою гіпотезою, З 1733 по 1736 рік ігуменею в Ніжинському Введенському жіночому монастирі була Меланія (черниці змінювали світські імена) Чуйкевичівна, яка після тяжкої хвороби померла 20 січня 1736 року. Дуже імовірно, що це була Матрона Кочубей.

## Родина
- Батько: Василь Кочубей — генеральний суддя.
- Мати: Любов Жученко
- Брати:

Василь Васильович Кочубей (1680—1743) — полтавський полковник (1727—1743)
Федір Васильович Кочубей (?—1729) — бунчуковий товариш.
- Сестри:

Марія Василівна Кочубей (?—?)
Ганна Василівна Кочубей (?—?)
- Чоловік: Семен Васильович Чуйкевич (1674 — після 1744)

18 травня 1707 року була одружена із Семеном Чуйкевичем. Власних дітей спішно повінчали Генеральні судді гетьмана Мазепи Василь Кочубей та Василь Чуйкевич.
У них народились двоє дітей — дівчинка та хлопчик Семен.

## Вшанування пам'яті
Історія нещасливого кохання Мазепи та Мотрі описана в багатьох творах літератури й мистецтва.

### Живопис

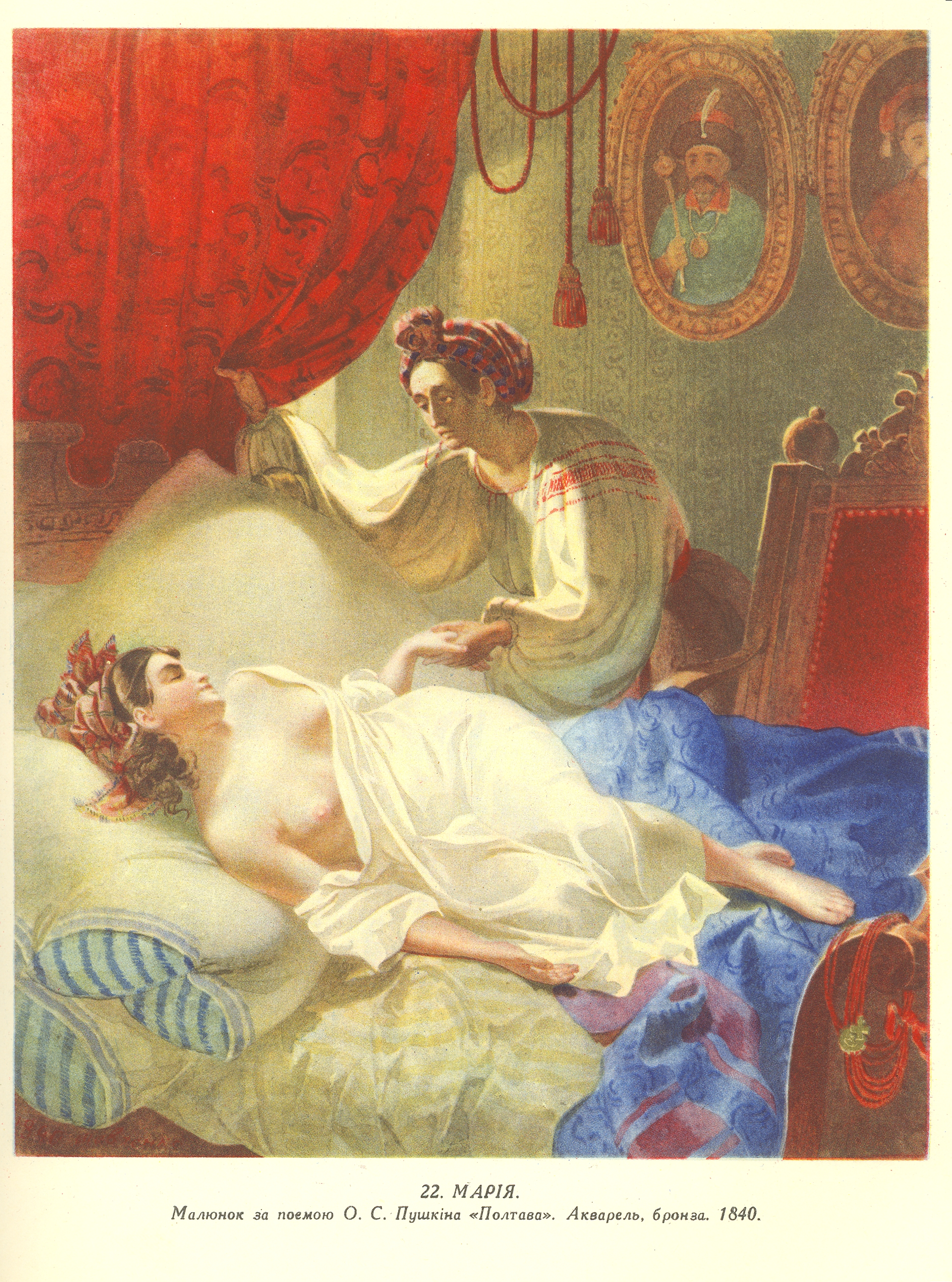
«Марія» або «Мотря Кочубей в палатах Мазепи», Тарас Шевченко (1840)
Мотря Кочубей, зображення Сергія Якутовича у книзі Богдана Лепкого «Мотря», видавництво Дніпро (1992)